# Време власти 1
Време власти 1 је први од два финална романа Добрице Ћосића, штампан први пут у издању БИГЗ-а 1996. године. 
Радња дела прати Ивана Катића, од повратка из Маутхаузена, преко запошљења на факултету, па до његовог повратка са Голог отока (на ком проводи скоро девет година), и до трагичне погибије у Венецији. У роману се, такође, последњи пут појављује његова сестра, Милена. Као новина, може се уврстити лик самог аутора, који из првог лица, непосредно учествује у догађајима о којима дело говори.